# الجماعات التي تهتم
الجماعات التي تهتم (CTC)، برنامج أطلقه مركز منع إساءة استعمال المواد المخدرة (CSAP) في مكتب إدارة خدمات تعاطي المخدرات والصحة النفسية التابع لحكومة الولايات المتحدة .(SAMHSA) هو نظام تشغيل وقائي ائتلافي يستخدم نهجًا للصحة العامة لمنع سلوكيات مشكلة الشباب مثل العنف وجنوح الأحداث والتسرب المدرسي وإساءة استخدام المواد المخدرة. باستخدام الاستشارات الاستراتيجية والتدريب والأدوات المستندة إلى الأبحاث، طُرِحت فكرة الجماعات التي تهتم لمساعدة أصحاب المصلحة في المجتمع وصناع القرار على فهم وتطبيق المعلومات حول عوامل الخطر والوقاية، والبرامج التي ثبت أنها تحدث فرقًا في تعزيز تنمية صحية للشباب، لأجل معالجة أكثر فعالية لقضايا محددة تواجه شباب مجتمعهم.
تسمى الاستراتيجية الرئيسية للجماعات التي تهتم، والتي وضعها الدكتور جاي ديفيد هوكينز والدكتور ريتشارد كاتالانو من مجموعة أبحاث التنمية الاجتماعية بجامعة واشنطن (SDRG)، إستراتيجية التنمية الاجتماعية، وتركز على تعزيز عوامل الوقاية التي يمكن أن تحمي الشباب من سلوكيات مشكلة الشباب وتُشجع التنمية الإيجابية لهم.
ترتكز الجماعات التي تهتم على أبحاث دقيقة عن العمل الاجتماعي، والصحة العامة، وعلم النفس، والتعليم، والطب، وعلم الإجرام، والتطوير التنظيمي. فهو يشرك جميع أفراد المجتمع الذين لديهم مصلحة في مستقبل صحي للشباب ويحدد أولويات للعمل مبنية على أساس التحديات والقوى المجتمعية. يتم تتبع النتائج الواضحة والقابلة للقياس مع مرور الوقت لإظهار التقدم وضمان المساءلة.

## قاعدة البحث

### مفهوم الصحة العامة لعوامل الخطر والحماية
طور مجال الصحة العامة منهجية لفهم ومنع المشاكل الصحية بشكل فعال. من خلال البحث الدقيق، تم توثيق مسببات الأمراض، وتم تحديد العوامل التي تسهم في هذه الأمراض. بمجرد فهم هذه العوامل المساهِمة، أظهرت الدراسة الدقيقة بالإضافة إلى تطبيق أساليب لتعديل تلك العوامل انخفاضاتٍ في عبء المرض. على سبيل المثال، كان مرض القلب أحد الأسباب الرئيسية للوفاة بين البالغين الأمريكيين. ومع ذلك، تظهر الأبحاث أن التمارين الكافية، واتباع نظام غذائي صحي، وتجنب التدخين يمكن أن تساعد في الوقاية من أمراض القلب. تعتبر هذه السلوكيات عوامل وقائية، على عكس التدخين وارتفاع ضغط الدم والتاريخ العائلي لأمراض القلب، التي تعتبر عوامل خطر لضعف صحة القلب.
منذ أواخر سبعينيات القرن العشرين، قام باحثون في مجموعة متنوعة من التخصصات (على سبيل المثال، علم الإجرام، علم الاجتماع، العمل الاجتماعي، علم النفس، علم نفس المجتمع، التعليم) بتطبيق هذا النهج من الصحة العامة في دراسة التطور الصحي للشباب. لقد أنتج هذا العمل مجالًا يسمى علم الوقاية، والذي يحدد العوامل التي تسهم في التنمية الصحية للأطفال والشباب (عوامل الوقاية) والعوامل التي تعيق هذا التطور (عوامل الخطر).

### السبب: دراسات طولية لتنمية الشباب
العوامل الوقائية ونموذج التنمية الاجتماعية. في الأساس، تتطلب الوقاية من مشاكل الصحة والسلوك لدى الشباب، تعزيز العوامل المطلوبة للتطور الإيجابي. تظهر الأبحاث أن خمسة عوامل أساسية تعزز التنمية الاجتماعية الإيجابية: فرص المشاركة المناسبة من الناحية التنموية، والمهارات، والتقدير لجهودهم وتحسيناتهم وإنجازاتهم، والروابط الاجتماعية القوية، ومعايير واضحة ومتسقة للسلوك. يحتاج جميع الأطفال إلى فرص للمشاركة بنشاط مع أشخاص بالغين وأقران إيجابيين، ومهارات للمشاركة والنجاح في الأوساط الاجتماعية والمدنية، والاعتراف بجهودهم وتحسيناتهم وإنجازاتهم. عندما يتم توفير الفرص والمهارات والتقدير للشباب، فإنهم يُنَمّون روابط اجتماعية قوية، أي التواصل مع الأسر والمدارس والمجتمعات التي قدمت لهم والالتزام بها. عندما تقوم العائلات والمدارس والمجتمعات بالتواصل مع معايير الشباب الواضحة للسلوك فإن أولئك الذين يشعرون بالارتباط والترابط العاطفي والذين يشعرون بقيمتهم في المجموعة، سوف يتبعون تلك المعايير التي تعزز الصحة والنجاح. هذه العوامل الخمسة هي عوامل وقائية تعزز التطور الإيجابي لدى الشباب (هوكينز ووايس، 1985)، وتشكل الأساس لنموذج التنمية الاجتماعية.
حدد البحث أيضًا عوامل الخطر التي يمكن أن تعرقل عملية التنمية الاجتماعية الإيجابية. حددت الدراسات الطولية عالية الجودة عوامل الخطر في الأحياء والمجتمعات والأسر والمدارس ومجموعات الأقران، وكذلك في الأفراد أنفسهم. تزيد هذه العوامل من احتمالية جنوح الأحداث والعنف وإدمان المواد المخدرة وحمل المراهقات والتسرب من المدرسة وغيرها من المشكلات السلوكية لدى الشباب. تم العثور على عوامل الخطر الموضحة في مخطط عامل الخطر في دراستين على الأقل رفيعتي الجودة للتنبؤ بمشكلات في الصحة والسلوك تظهر لاحقًا في الشباب. العديد من عوامل الخطر هذه تتنبأ بمشاكل متعددة. على سبيل المثال، أظهر عامل خطر «سوء إدارة الأسرة» أنه يتنبأ بخمسة سلوكيات ناتجة عن مشكلة الشباب: تعاطي المخدرات والجنوح وحمل المراهقات والتسرب من المدرسة والعنف. توفير برامج فعالة لتدريب الوالدين في المجتمع، وبالتالي، يمكن أن يؤثر على جميع هذه النتائج غير المرغوب فيها الخمسة.

### التدخُّل: اختبار فعالية التدخلات
يوفر تحديد عوامل الخطر والوقاية الأساس للتقدم في الوقاية من مشاكل المراهقين وسلوكهم. قام علماء الوقاية بإجراء اختبارات صارمة للبرامج والسياسات التي تعالج عوامل الخطر والحماية هذه في الدراسات التي تمولها إلى حد كبير المعاهد الوطنية للصحة، وقد تم في الوقت الحالي تحديد عدد ومدى متزايد من مناهج الوقاية الفعالة. بحلول عام 2004، كان قد تم اختبار وتوفير 56 برنامجًا فعالًا في الولايات المتحدة والتي ثبت أنها تقلل من المشاركة في سلوكيات المشكلات و/أو تزيد من النتائج الإيجابية للشباب.
تم اختبار ستة عشر من هذه البرامج مرتين على الأقل مع نتائج متكررة وتم تصنيفها على أنها برامج نموذج قياسي، والتي، إذا تم اتباعها بدقة، ستقلل بشكل كبير من عنف الشباب وإساءة استخدام المواد المخدرة. تتراوح البرامج بين ما قبل الولادة (على سبيل المثال، برامج اولدز، 1997) وتدخلات الطفولة المبكرة (على سبيل المثال، برامج ريد وآخرون، 2001)، إلى سياسات المجتمع المتعلقة بالكحول (مثل هولدر وآخرون، 2000)، للمناهج المدرسية التي تعلم الشباب المهارات الاجتماعية والعاطفية التي ستساعدهم على الإبحار في سفينة الحياة (مثل برامج بوتفين وآخرون، 2003، وآيزن وآخرون، 2002، وغروسمان وآخرون، 1997).

### الأنظمة: تغيير أنظمة البحث في الولايات والمجتمعات
يدرك علماء الوقاية أن المهمة النهائية الناشئة عن نتائج البحوث هذه هي تطبيق البرامج والسياسات والاستراتيجيات الوقائية المثْبَتة على أرض الواقع من أجل تعزيز تنمية الشباب في المجتمعات. بالتعاون مع المجتمعات وحكومات الولايات والحكومات الفيدرالية، يدرس الباحثون تأثير علوم الوقاية على فعالية جهود الوقاية داخل تلك الأنظمة.

## وصف

### خمسة مراحل
تقوم الجماعات التي تهتم بتوجيه جهود الوقاية المجتمعية من خلال عملية من خمس مراحل تتضمن: 1) البدء - تقييم استعداد المجتمع للقيام بجهود الوقاية التعاونية ؛ 2) التنظيم - الحصول على ضمان بالالتزام بعملية الجماعات التي تهتم من قبل قادة المجتمع وتشكيل تحالف وقائي متنوع وممثل؛ 3) تطوير ملف تعريفي - باستخدام البيانات الوبائية لتقييم احتياجات الوقاية ؛ 4) إنشاء خطة - اختيار سياسات وممارسات وبرامج وقائية فعالة ومجربة تستند إلى بيانات التقييم ؛ 5) التنفيذ والتقييم - تنفيذ الاستراتيجيات الجديدة بإخلاص، بطريقة تتوافق مع نظرية البرامج ومحتواها وطرق تقديمها وتقييم التقدم المحرز بمرور الوقت.